# Prieros
Prieros (niedersorbisch Pśerowc) ist ein Ortsteil der amtsfreien Gemeinde Heidesee im Landkreis Dahme-Spreewald in Brandenburg. Das Dorf liegt an der Dahme.

## Lage

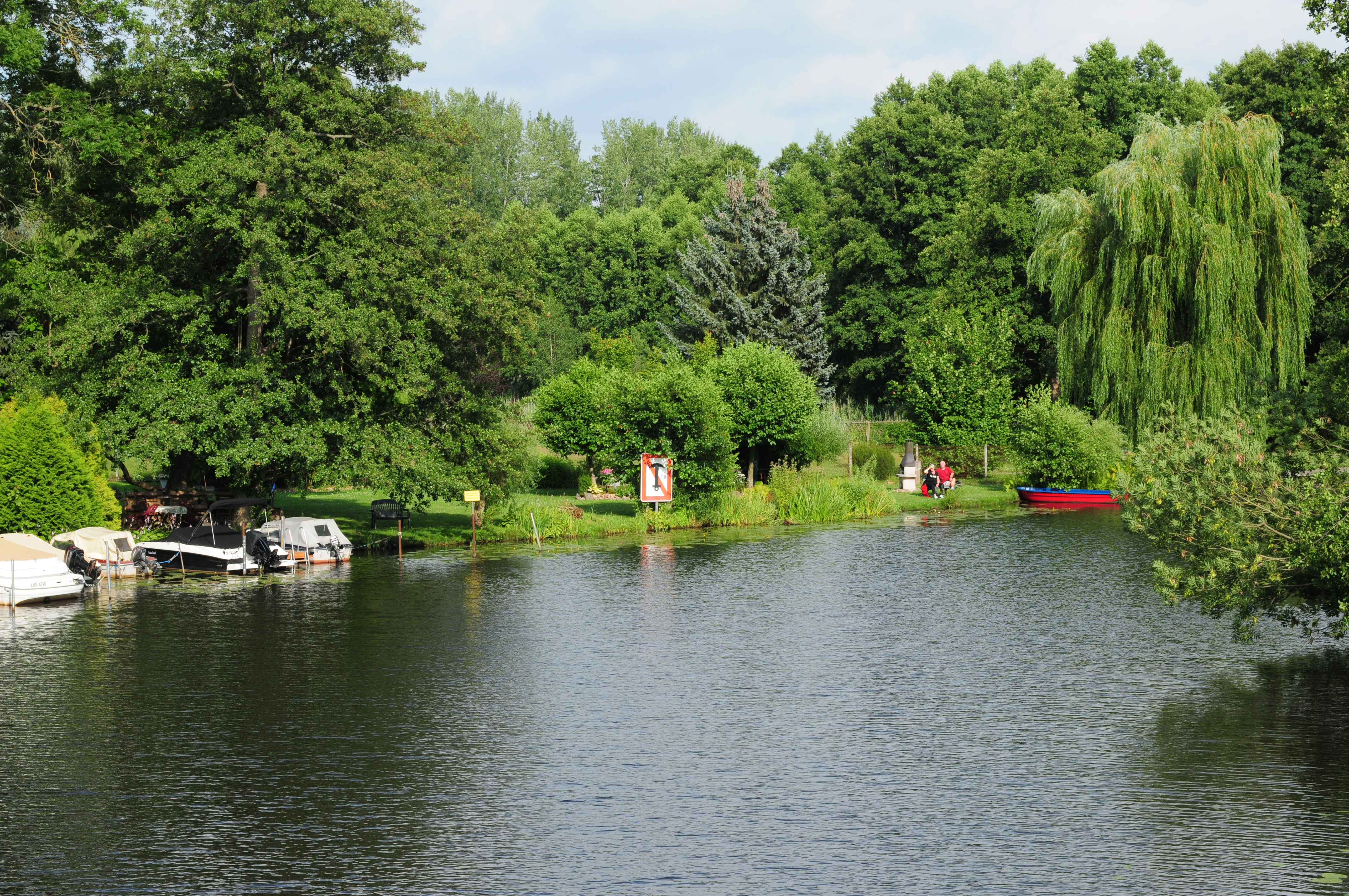
Dahme bei Prieros

Prieros liegt 12 km südwestlich von Storkow (Mark) und etwa 12,5 km südöstlich von Königs Wusterhausen. Durch den Ort verläuft die B 246 von Bestensee nach Storkow (Mark). Im Ort zweigt die L 39 nach Kolberg ab. Auf der Gemarkung liegen die Wohnplätze Prierosbrück, Prieroser Mühle und Prieros-Ziegelei. Das Dorf erstreckt sich entlang der Gewässer Dahme, Schmölde, Langer See, Streganzer See und Tiefer See.

## Geschichte

### 14. bis 16. Jahrhundert
Prieros wurde erstmals 1314 als Preroz urkundlich erwähnt und ging aus einer slawischen Ansiedlung auf dem Schadlischka-Berg hervor. Das Rundangerdorf befand sich vor (1316–1319) im Hausbesitz der Herrschaft Storkow. In einer Urkunde an den Markgrafen Waldemar bat der Ritter Reynhard von Strele, das Dorf an seinen Bruder Johann zu verlehnen. Zu dieser Zeit gab es bereits eine Mühle, die 1321 in den Besitz der von Wüstenhagen ging und 1443 an die von Selchow kam. In dieser Zeit änderte sich die Schreibweise von Priros (1321) zu Priroß im Jahr 1436.
Im Jahr 1518 lebten im Dorf der Lehnschulze mit drei Hufen, ein Zweihufner, vier Einhufner und neun Kossäten auf neun Hufen. Sechs Jahre später waren es nur noch sieben Kossäten. Der Dreihufner war mittlerweile auch Richter, der Zweihufner auch gleichzeitig der Krüger; daneben gab es die bereits erwähnten vier Einhufner. Die Entwicklung des Dorfes stagnierte: Im Jahr 1539 war die Gemarkung nur noch sechs Hufen groß. Es gab den Dreihufner (Richter), den Zweihufner (Krüger) und nur noch einen Einhufner und neun Kossäten. Die Mühle ging im Jahr 1556 an die von der Liepe aus Groß Schauen. Mittlerweile gab es wieder vier Einhufner, elf Kossäten, den Lehnschulzen mit drei Hufen und ein Zweihufner auf neun Hufen. Im Jahr 1576 wurde von fünf Bauern und elf Kossäten, um 1590 vom Schulzen, fünf Hufnern und elf Kossäten berichtet.

### 17. Jahrhundert
Im Jahr 1600 gab es im Dorf acht Bauernhufner, elf Kossäten und einen Hirten. Die Mühle wurde als Mahl- und Schneidemühle betrieben (1605) und kam 1641 in den Amtsbesitz des Amtes Storkow. Dorthin zahlten 19 oder 21 Untertanen im Jahr 1639 auch den Getreidezins. Im Dreißigjährigen Krieg fiel das Dorf annähernd wüst: Im Jahr 1641 waren 15 oder 17 Höfe unbesetzt. Rund 30 Jahre später waren von den elf Kossätenhofen nur noch einer unbesetzt; es gab weiterhin sechs Bauern, darunter den Lehnschulzen (1673). Im Jahr 1692 lebten in Prieros der Dreihufner, ein Zweihufner, drei Einhufner (darunter ein Heidereiter), elf Kossäten (davon zwei wüst) sowie ein Hirte. Es gab eine Wassermühle mit zwei Gängen und eine Schneidemühle. Die acht Bauern brachten acht Scheffel Wintersaat aus, die drei Kossäten je zwei Metzen Winter- und zwei Metzen Sommersaat. Sechs von ihnen hatten nur „kleine Kohlgärtchen und keinen Acker“. Es gab genug Brennholz, jedoch waren die Hütungsbedingungen schlecht. Die Bewohner durften Schafe halten und hatten das Recht, auf der Spree und in den Amtsseen zu fischen.

### 18. Jahrhundert

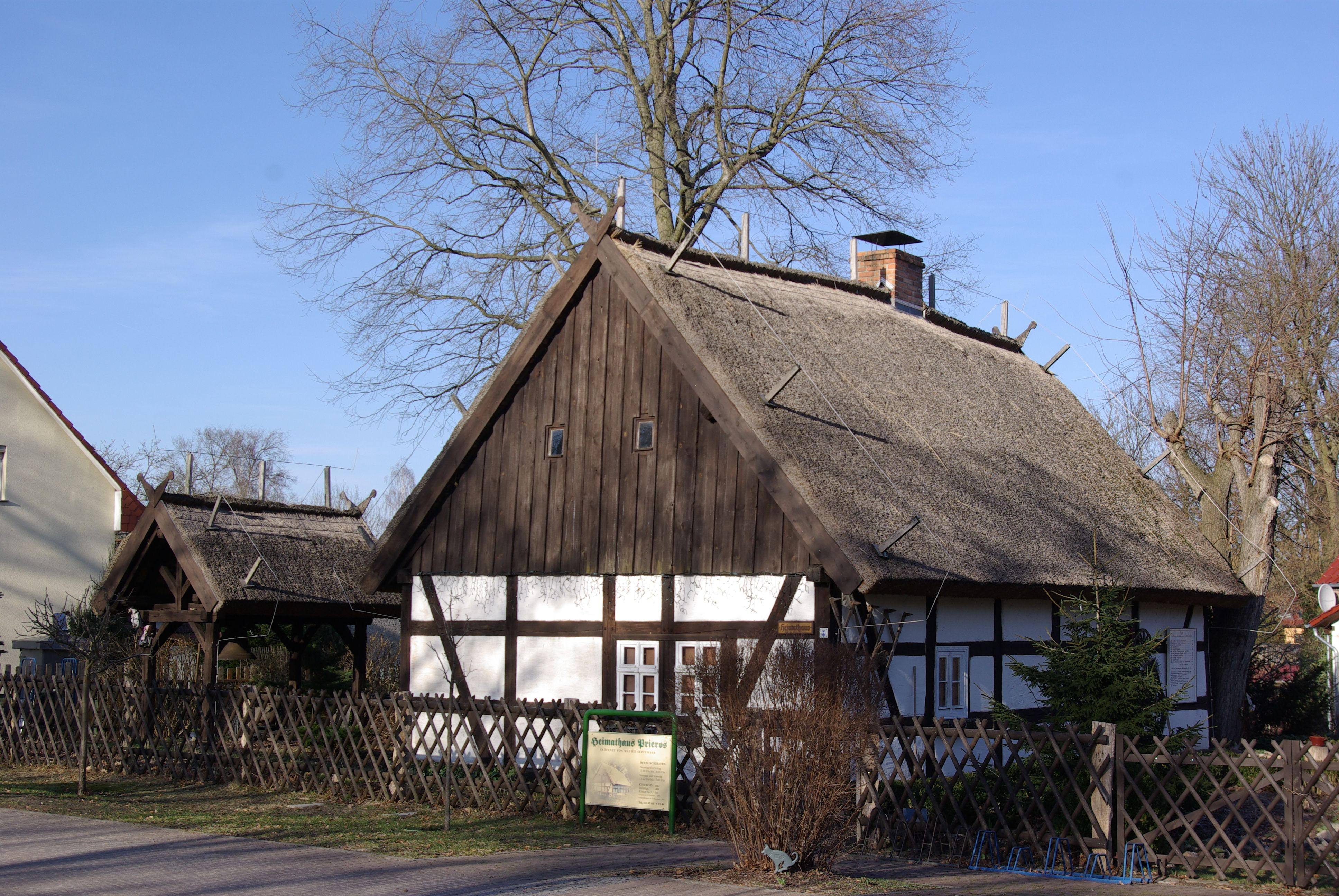
Ältestes Haus von Prieros, heute Heimatmuseum

Prieros war bis 1727 auf mittlerweile 19 Hufen angewachsen; die Bauern brachten 2 Wispel 5 Scheffel Wintersaat aus. Im Jahr 1735 lebten im Dorf sechs Kossäten, elf Büdner, zehn Einlieger und ein Hirte. Sieben Jahre später kam es zu einem Brand, bei dem das Dorf vollständig zerstört wurde. Im Jahr 1745 lebten im Dorf unter anderem ein Bauer und fünf Kossäten (davon einer mit Braukrug). Unweit des Dorfes gab es eine Wassermühle mit zwei Gängen sowie eine Schneidemühle. Prieros war Zollgrenze mit einer Schleuse der prinzlichen Kammer zu (Königs) Wusterhausen. Zur Mitte des Jahrhunderts lebten im Dorf ein Kossät, der auch Lehnschulze war und drei Hufen bewirtschaftete. Es gab weiterhin einen Kossäten und Krüger mit zwei Hufen, vier Kossäten mit einer Hufe sowie elf Büdner mit je einem Achtergarten und einen Hirten. Im Jahr 1775 waren es ein Bauer, fünf Kossäten sowie 18 Büdner, die 23 Feuerstellen (= Haushalte) betrieben.

### 19. Jahrhundert

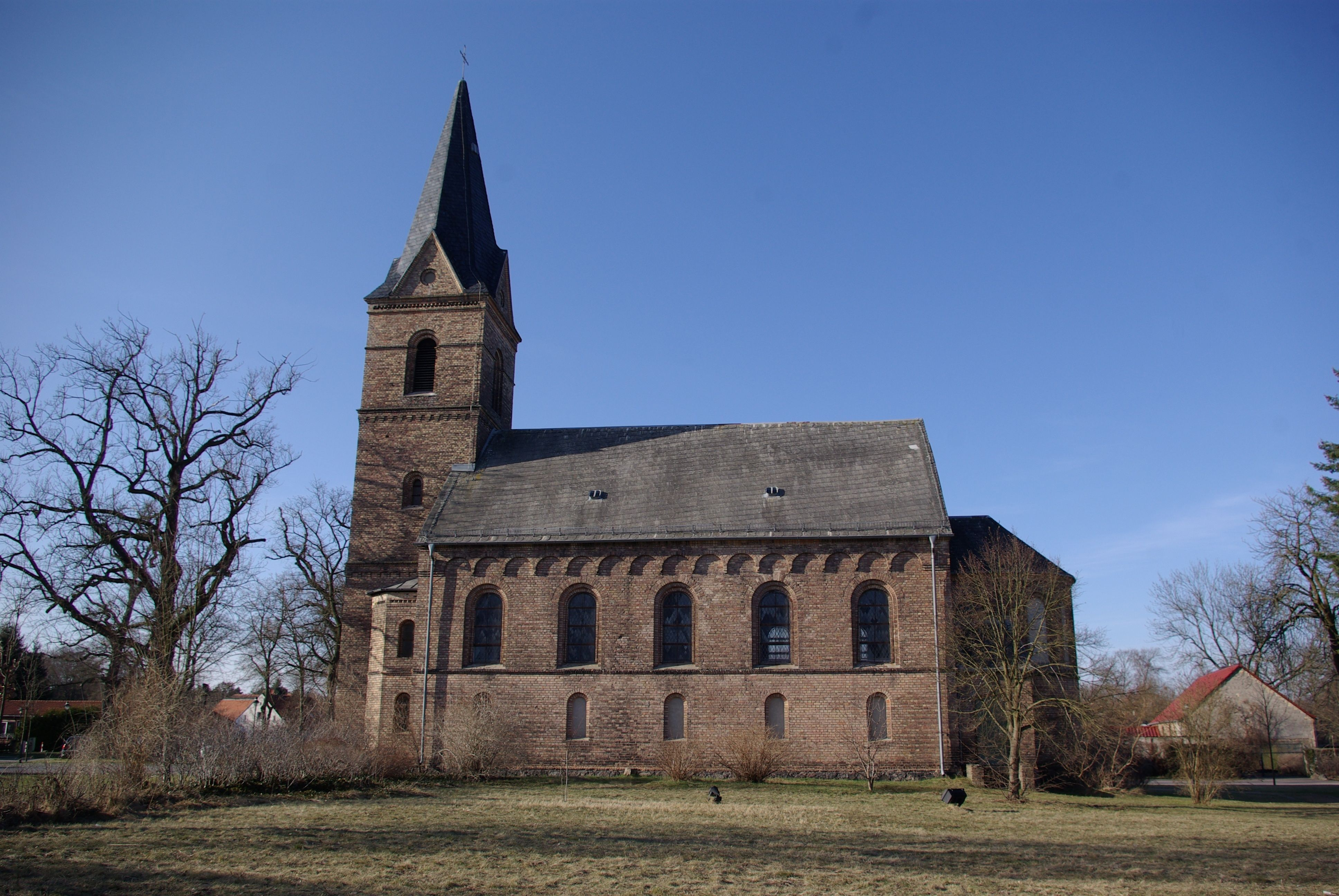
Kirche

Die Anzahl Feuerstellen blieb auch im Jahr 1801 gleich. Es gab einen Lehnschulzen, fünf Ganzkossäten, vier Büdner und 18 Einlieger. Außerdem stand im Ort eine Wasser- und Schneidemühle; es gab einen Braukrug. Das Dorf bestand im Jahr 1837 mit der Wassermühle und dem Fährhaus Prierosfähre. In Summe gab es 24 Wohnhäuser. Bis 1858 waren vier weitere Häuser entstanden. Daneben gab es ein öffentliches Gebäude und 43 Wirtschaftsgebäude, darunter die Wassersäge- und Getreidemühle sowie zwei Ziegeleien, die als Abbauten Wassermühle, Prieros Mühle, Prierosfähre, Krügeres Ziegelei und Busch Ziegelei geführt wurden. Prieros nahm eine Fläche von 2478 Morgen (Mg) ein, darunter 5 Mg Gehöfte, 26 Mg Gartenland, 397 Mg Acker, 109 Mg Wiese, 95 Mg Weide und 1846 Mg Wald. Eine Statistik aus dem Jahr 1864 führte das Lehnschulzengut, das Braukrugsgut, vier Kossäten, elf Büdner und eine Mühle auf. Zum Ende des Jahrhunderts entstand auf dem Dorfanger eine Dorfkirche.

### 20. Jahrhundert
Im Jahr 1900 war Prieros auf 66 Häuser auf 736 Hektar (ha) Fläche angewachsen, darunter 172 ha Acker und Gartenland, 40 ha Wiese und 343 ha Forst; 1931 waren es bereits 87 Wohnhäuser. In dieser Zeit bestand das Dorf mit den Wohnplätzen Prieroser Fähre, Prieroser Mühle, Prieroser Ziegelei und Straganzer Ziegelei; 1927 mit Haus Seefrieden. Dabei handelte es sich um eine Villa, die der Berliner Tuchhändler Vogel um 1920 am Streganzer See errichten ließ. Von 1954 bis 1959 diente sie Wilhelm Pieck, dem damaligen Präsidenten der DDR, als Sommerresidenz. Prieros wurde 1931 Landgemeinde mit den Wohnplätzen Prierosere Mühle und Streganzer Ziegelei. Es gab vier land- und forstwirtschaftliche Betriebe zwischen 20 und 100 Hektar, drei zwischen 10 und 20 ha, 6 zwischen 5 und 10 ha und 37 zwischen 0,5 und 5 ha (1939). In der Zeit des Nationalsozialismus eröffnete im Jahr 1935 „Reichsseesportschule Gorch Fock“ der Marine-HJ als erste ihrer Art.
Im Rahmen der Bodenreform wurden 158 Hektar aufgeteilt: 57 ha gingen an neun Landarbeiter und landlose Bauern, 7 ha an sechs landarme Bauern, elf Hektar an zehn Kleinpächter, 29 ha an vier Umsiedler, 15 ha an acht Arbeiter und Angestellte sowie 39 ha Wald an 26 Altbauern. Das Dorf bestand zu dieser Zeit mit den Wohnplätzen Prieros Mühle und Streganzberg (1950) bzw. Prieros Mühle, Ziegelei Prieros, Tiefer See, Langer See und Wilhelmkorso (1957). 1960 wurde eine LPG Typ I mit 20 Mitgliedern und 103 ha Fläche errichtet, die zwei Jahre später an die LPG Typ III Streganz/Kleineichholz angeschlossen wurde; es gab ein volkseigenes Gestüt. Im Jahr 1977 gab es die PGH Friseurhandwerk, Klempner- und Installateurhandwerk, die zwischengenossenschaftliche Bauorganisation Landbau Königs Wusterhausen, Sitz Prieros und ein volkseigenes Gestüt. 1992 schloss sich Prieros mit elf anderen Gemeinden zum Amt Friedersdorf zusammen. Seit dem 26. Oktober 2003 ist der Ort mit seinen rd. 1000 Einwohnern ein Ortsteil der Gemeinde Heidesee.

### 21. Jahrhundert
In der Vogelschen Villa befindet sich im 21. Jahrhundert das Hauptgebäude eines Hotels, darin das historisch erhaltene und restaurierte „Pieck-Zimmer“ als Tagungsraum.

## Bevölkerungsentwicklung
| Jahr      | 1774 | 1801 | 1817                 | 1837       | 1858 | 1895 | 1925                   | 1939 | 1946 | 1964 | 1971 | 1981 |
| Einwohner | 117  | 152  | 163 mit Prierosfähre | 205 mit P. | 278  | 473  | 565 und 5 (Seefrieden) | 621  | 859  | 801  | 952  | 1275 |

## Sehenswürdigkeiten

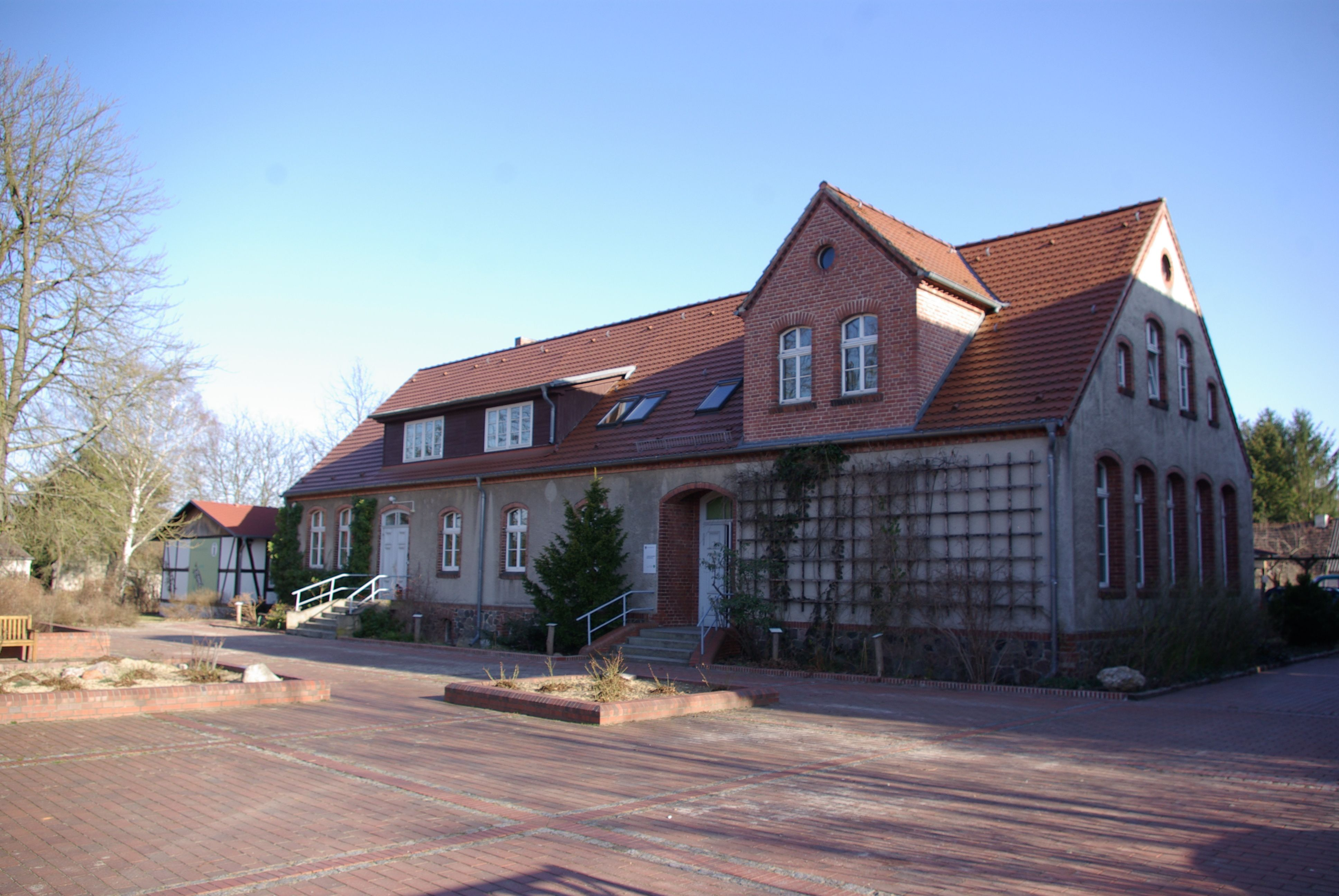
Alte Schule, Sitz der Naturparkverwaltung

- Die Dorfkirche Prieros ist eine neuromanische Saalkirche, die in den Jahren 1873 bis 1875 erbaut wurde. Im Innern steht unter anderem ein Ädikula-Altar aus der zweiten Hälfte des 17. Jahrhunderts.
- Das Ortsbild prägen die mit alten Bäumen bestandene Dorfaue mit dem ältesten Haus, dem Fachwerkwohnhaus aus dem 18. Jahrhundert, das als Sitz des Heimatmuseums dient. Am Anger stehen auch die Kirche sowie die alten Schule, die als Naturschutzzentrum und Sitz der Naturparkverwaltung des Naturpark Dahme-Heideseen dient. Von der Dorfaue aus gelangt man an die Dahme mit Schiffsanlegestelle und Hafen.
- Biogarten Prieros mit Botanischem Garten
- In der näheren Umgebung befinden sich mit dem Haus des Waldes in Gräbendorf und der Groß Schauener Seenkette mit Aussichtsturm und Fischereimuseum weitere Ausflugsziele.

## Persönlichkeiten (Auswahl)
- Wilhelm Pieck (1876–1960), Präsident der DDR, Sommerwohnsitz in Prieros[11][12]
- Max Lingner (1888–1959), Maler, Sommerwohnsitz am Streganzer See[13]
- Anna Seghers (1900–1983), Schriftstellerin, Sommerwohnsitz in Prieros[14]
- Rita Schober (1918–2012), Romanistin und Literaturwissenschaftlerin, Sommerwohnsitz in Prieros
- Ulrich Hofmann (* 1931), Physiker, 1. Vizepräsident der Akademie der Wissenschaften der DDR, Sommerwohnsitz in Prieros
- Harry Ott (1933–2005), Botschafter und stellvertretender Außenminister der DDR, verstarb in Prieros
- Herbert Meißner (1936–2022), Politiker (SPD), Landrat und Mitglied des Deutschen Bundestages, geboren in Prieros
- Peter Miethe (* 1944), Konteradmiral der Volksmarine der DDR, geboren in Prieros
- Oswald Schneidratus (* 1951), Diplomat und Unternehmensberater, Sommerwohnsitz in Prieros